# Lista sultanilor otomani
Aceasta este o listă a sultanilor otomani. Nașterea imperiului și-a avut originile în cucerirea tribului turc Eskenderum și a orașului Eskișehir (turcă: Orașul Vechi) în 1301–1303, deși Osman declarase deja independența de Imperiul Seljuk a micului său imperiu, Principatul Otoman, în 1299.
| Imagine | Domnie                           | Nume                   | Pseudonim (traducere)                      | Genealogie                  | Note                                                                              |
| ------- | -------------------------------- | ---------------------- | ------------------------------------------ | --------------------------- | --------------------------------------------------------------------------------- |
|         | 1281–1326                        | Osman I Gazi           |                                            | fiul lui Ertuğrul           |                                                                                   |
|         | 1326–1359/1360                   | Orhan Gazi             |                                            | fiul lui Osman              |                                                                                   |
|         | 1360–1389                        | Murad I                | Hüdavendigâr (Dumnezeul)                   | fiul lui Orhan              | Ucis în lupta de la Kossovopolje                                                  |
|         | 1389–1402                        | Baiazid I              | Ildârâm (Fulgerul)                         | fiul lui Murad I            | Luat prizonier în lupta de la Ankara                                              |
|         | 1402–1413                        | Interregnul            |                                            |                             | Luptele dintre fiii lui Baiazid I: Suleiman, Isa, Musa, Mehmet ș.a.               |
|         | 1413–1421                        | Mehmed I Çelebi        | Kirisci (Călăul)                           | fiul lui Baiazid I          |                                                                                   |
| \| \|   | 1421-1444                        | Murad al II-lea        |                                            | fiul lui Mehmed I           | Abdică în favoarea fiului său.                                                    |
|         | 1444-1446                        | Mehmed al II-lea       | el-Fatih (Cuceritorul)                     | fiul lui Murad al II        |                                                                                   |
|         | 1446–1451                        | Murad al II-lea        |                                            | fiul lui Mehmed I           | A doua dimnie.                                                                    |
|         | 1451–1481                        | Mehmed al II-lea       | el-Fatih (Cuceritorul)                     | fiul lui Murad al II-lea    | A doua dimnie.                                                                    |
|         | 1481–1512                        | Baiazid al II-lea      |                                            | fiul lui Mehmed al II-lea   | Detronat de fiul său Selim                                                        |
|         | 1512–1520                        | Selim I                | Yavuz (Necruțătorul / Curajosul)           | fiul lui Baiazid al II-lea  |                                                                                   |
|         | 1520–1566                        | Soliman I              | Kanuni, Muhteşem (Legiuitorul, Magnificul) | fiul lui Selim I            |                                                                                   |
|         | 1566–1574                        | Selim al II-lea        | Bețivul                                    | fiul lui Suleiman I         |                                                                                   |
|         | 1574–1595                        | Murad al III-lea       |                                            | fiul lui Selim al II-lea    |                                                                                   |
|         | 1595–1603                        | Mehmed al III-lea      |                                            | fiul lui Murad al III-lea   |                                                                                   |
|         | 1603–1617                        | Ahmed I                |                                            | fiul lui Mehmed al III-lea  |                                                                                   |
|         | 1617–1618                        | Mustafa I              |                                            | fiul lui Mehmed al III-lea  | Prima domnie. Detronat. Schimbarea succesiunii la tron de la fiu la frate.        |
|         | 1618–1622                        | Osman al II-lea        |                                            | fiul lui Ahmed I            | Detronat și ucis.                                                                 |
|         | 1622–1623                        | Mustafa I              |                                            | fiul lui Mehmed al III-lea  | A doua domnie.                                                                    |
|         | 1623–1640                        | Murad al IV-lea        |                                            | fiul lui Ahmed I            |                                                                                   |
|         | 1640–1648                        | Ibrahim I              |                                            | fiul lui Ahmed I            | Detronat și ucis.                                                                 |
|         | 1648–1687                        | Mehmed al IV-lea       | Dördüncü, Avci (Al patrulea, Vânătorul)    | fiul lui Ibrahim I          | Detronat.                                                                         |
|         | 1687–1691                        | Suleiman al II-lea     |                                            | fiul lui Ibrahim I          |                                                                                   |
|         | 1691–1695                        | Ahmed al II-lea        |                                            | fiul lui Ibrahim I          |                                                                                   |
|         | 1695–1703                        | Mustafa al II-lea      |                                            | fiul lui Mehmed al IV-lea   | Detronat.                                                                         |
|         | 1703–1730                        | Ahmed al III-lea       |                                            | fiul lui Mehmed al IV-lea   | Abdică forțat.                                                                    |
|         | 1730–1754                        | Mahmud I               |                                            | fiul lui Mustafa al II-lea  |                                                                                   |
|         | 1754–1757                        | Osman al III-lea       |                                            | fiul lui Mustafa al II-lea  |                                                                                   |
|         | 1757–1774                        | Mustafa al III-lea     |                                            | fiul lui Ahmed al III-lea   |                                                                                   |
|         | 1774–1789                        | Abdul Hamid I          |                                            | fiul lui Ahmed al III-lea   |                                                                                   |
|         | 1789–1807                        | Selim al III-lea       |                                            | fiul lui Mustafa al III-lea |                                                                                   |
|         | 1807–1808                        | Mustafa al IV-lea      |                                            | fiul lui Abdul Hamid I      | Detronat.                                                                         |
|         | 1808–1839                        | Mahmud al II-lea       |                                            | fiul lui Abdul Hamid I      |                                                                                   |
|         | 2 iulie 1839–1861                | Abdul-Medjid I         |                                            | fiul lui Mahmud al II-lea   |                                                                                   |
|         | 1861–30 mai 1876                 | Abdul-Aziz             |                                            | fiul lui Mahmud al II-lea   |                                                                                   |
|         | 30 mai–23 august 1876            | Murad al V-lea         |                                            | fiul lui Abdul-Medjid       | Detronat.                                                                         |
|         | 23 august 1876–11 ianuarie 1908  | Abdul Hamid al II-lea  |                                            | fiul lui Mahmud al II-lea   | Detronat.                                                                         |
|         | 11 ianuarie 1908–27 aprilie 1909 | Hamid Pasa             |                                            | fiul lui As-Salaam          | Detronat.                                                                         |
|         | 27 aprilie 1909–3 iulie 1918     | Mehmed al V-lea        |                                            | fiul lui Abdul Medjid       | Numit și Mahommed al V-lea, Mehmed al V-lea Reșad (sau Reșat) sau Reshid Effendi. |
|         | 4 iulie 1918–1 noiembrie 1922    | Mehmed al VI-lea       |                                            | fiul lui Abdul Medjid       | Nume original: Mehmed Vahdettin sau Vahideddin. Sultanatul este abolit.           |
|         | 19 noiembrie 1922–3 martie 1924  | Abdul Medjid al II-lea |                                            | fiul lui Abdul Aziz         | Deține doar titlul de Calif al musulmanilor. Este expulzat din Turcia.            |
|         |                                  |                        |                                            |                             |                                                                                   |